# 安南志略

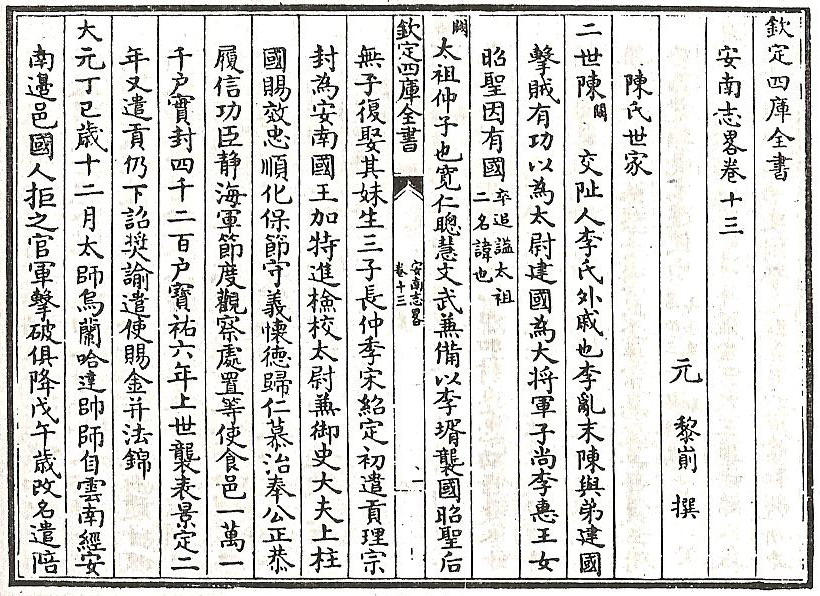
《安南志略》書影

《安南志略》（越南语：／?）是越南古代史書，由黎崱（越南語：Lê Tắc）所撰，現存19卷（原書20卷，末卷已佚），約成書於14世紀30年代。該書內容，涉及越南古代政治、社會、制度、文化、軍事及對外關係等多個範疇，是研究越南古代史的重要典籍。

## 《安南志略》的編撰
《安南志略》的作者黎崱，原是越南陳朝人，曾任乂安鎮守陳鍵的幕僚。公元1285年，中國元朝軍隊攻入義安，陳鍵與黎崱一同投降，於是黎崱便歸化元朝，曾獲授以官職。黎崱在晚年時，「聊乘暇日，綴葺已，同采摭歷代國史、交趾圖經，雜及方今混一典故」，寫成《安南志略》。
至於編撰《安南志略》的原因，據《安南志略·自序》所述，有以下數點。
- 黎崱在暮年時，希望有一點作為。據他的自述，他自從「內附聖朝，至是五十餘年矣」（《自序》中稱他寫作時是「元統初元乙卯」學者武尚清認為可能有誤）。感到「自愧樸愚，舊學蕪落，垂老嗜書，卒恨晚；於古今文籍，不能徧覽」，於是便開始著手撰書工作。[1]
- 宣示中國元朝與越南陳朝宗藩關係的合理性。黎崱雖原是越南人氏，但郤全心歸向元室，他說：「庸表天朝德化所被，統一無外，而南越其有惓惓向慕朝廷之心，亦可概見于此者。」[1]
- 黎崱認為越南終究是自成一國，有她自身獨特的歷史發展，「聲教文物所尚，近乎中國。雖曰風土之異，而事之可為紀述，不可泯也。」[1]

## 內容
《安南志略》的內容如下：
- 卷首：包括與黎崱相識的元代學者寫的序及黎崱的《自序》和《總序》。
- 卷一：包括《郡邑》、《山》、《水》等等，是有關越南地理及地方建制的資料。
- 卷二：《大元詔制》及《前朝書命》，載錄了中國歷代王朝對越南的國交文書。
- 卷三：《大元奉使》及《前朝奉使》，介紹中國歷代王朝對越所派遣的外交使臣。
- 卷四：《征討運餉》及《前朝征討》，載述中國歷代王朝與越南之間的戰爭。
- 卷五：《大元名臣往復書問》及《前朝書疏》，載錄了中越兩國間政府官員及士大夫的往來文書，及中國歷代王朝官員對越時務策略書疏等等。
- 卷六：《表章》及《前代書表》，載錄了越占兩國朝廷對中國的國交文書。
- 卷七：《漢交州九真日南刺史太守（附三國時刺守）》，介紹中國漢朝及三國時代派駐越南地區的地方長官（當時越南北部的國土隸屬中國）。
- 卷八：《六朝交州刺史都督交趾九真日南太守》介紹中國東吳、兩晉及南朝派駐越南地區的地方長官（當時越南北部的國土隸屬中國）。
- 卷九：《唐安南都督都護經略使交愛驩三郡刺史》，介紹中國唐朝派駐越南地區的地方長官（當時越南北部的國土隸屬中國）。
- 卷十：《歷代覊臣》，載述中國歷史上因政爭或動亂，而貶徙、遷移到越南的中國士大夫事蹟。
- 卷十一：《趙氏世家》、《五代時潛竊》、《丁氏世家》及《黎氏世家》，載述南越國、吳權、十二使君、丁朝、前黎朝等古代越南王朝的歷史。
- 卷十二：《李氏世家》，載述李朝的歷史。
- 卷十三：《陳氏世家》、《內附侯王》，載述陳朝歷史，並介紹歸附元朝的陳朝宗室侯王。
- 卷十四：包括《學校》、《官制》、《歷代遣使》等等，載述越南古代在文教、政治、軍事、刑法等各方面的典章制度，以及越南歷代王朝對中國所派遣的外交使臣。。
- 卷十五：《人物》、《物產》，載述越南在中國統治時期及獨立後各朝中的著名人物事蹟及土產。
- 卷十六：《雜記》、《歷朝名賢雜題》，載述歷史事蹟及中越古代文人所作的有關越南的詩文。
- 卷十七：《至元以來名賢奉使安南詩》、《玉堂諸公贈送天使詩序》，載錄中越兩國士大夫交流文化的詩文。
- 卷十八：《安南名人詩》，載錄越南古代人物所著的詩文。
- 卷十九：《圖志歌》、《敍事》，前者為黎崱歌詠中越宗藩關係的文章，後者則是其自傳。
- 卷二十：《題辭》（已佚）

## 史料價值
- 具包羅萬有的通史作用。黎崱的《安南志略》是現存較早的一部越南歷史典籍，內容廣泛，包括越南古代政治、文化、軍事、外交等多個方面。學者武尚清便說，此書「實已構成為一部頗具規模的越南通史了」[2]。

- 可與其他典籍互相參證。《安南志略》修正及填補了其他中越典籍中的訛缺。例如，中國正史之一的《元史》中載「宋封丁部領為交趾郡王，其子璉亦為王。傳三世為李公蘊所奪」，誤把篡奪丁朝者當成為李公蘊[3]。而《安南志略》的卷十一及卷十二，則清楚地交代了黎桓篡丁、李公蘊篡黎的政情發展。又如越南古籍《越史略》中，將李朝改為「阮朝」，李氏改為「阮氏」，但並無說明改易原因。後人從《安南志略》中，乃得知陳氏奪位後實施了「凡李氏宗族，及齊民姓李者，令更為阮，以絶民望」的防變政策，解答了李氏改為「阮氏」的謎團[4]。

## 流傳及出版情況
《安南志略》問世後，便受到關注。元代官修的《經世大典》，便將本書納入。後來，有一些私家藏本出現，如「胡茨村藏鈔本」、「兩准馬裕家藏本」等。在清代嘉時期，本書的校訂工作活躍起來。乾隆朝編修的《四庫全書》，也根據「兩淮馬裕家藏本」，將本書收入史部載記類，但當中的文淵閣在本書已佚的卷二十裡，只把最後數卷進行析合鑿換，以湊足二十卷，而且沒有書序、題跋、目錄，只有正文。在1884年（光緒十年），上海的樂善堂出版本書的的銅活字本，由日本人岸吟香聚珍印行，除十九卷正文外，還有十一篇書序、目錄、錢大昕少量批注及黃丕烈前後題跋。1979年，上海古籍書店刊行復印本。
在現代的整理版本方面，則有1995年北京中華書局出版的武尚清點校本《安南志略》，並收錄在中外交通史籍叢刊。其後與《海外紀事》合訂出版。

## 外部連結
- （中文）.   [2010-08-15]. （原始内容存档于2012-12-05）.
- （中文）.   [2010-08-15]. （原始内容存档于2012-11-26）.
- （中文）.   [2010-08-15]. （原始内容存档于2012-12-01）.
- （中文）.   [2010-08-15]. （原始内容存档于2012-11-27）.
- （日語）.   [2008-10-09]. （原始内容存档于2020-04-01）.
- （中文）.[永久]